# ニーナ・フルシチョワ (学者)
ニーナ・リボブナ・フルシチョワ（ロシア語: Нина Львовна Хрущёва、英語: Nina Lwowna Khrushcheva、1964年8月1日 - ）は、ソビエト連邦生まれの国際関係学者である。アメリカ合衆国・ニューヨークのニュースクール大学で国際関係担当教授を務めるほか、プロジェクト・シンジケートのコントリビューティング・エディターである。

## 家族
フルシチョワは1964年8月1日にソビエト連邦・モスクワでニーナ・ペトロワとして生まれた。父はレフ・ペトロフ、母はユリア・フルシチョワである。母ユリアはソビエト連邦第一書記ニキータ・フルシチョフの息子レオニードの娘である。1943年、ユリアが2歳のときにレオニードが戦死し、祖父ニキータはユリアを養子とした。よって、ニーナは血縁的にはニキータ・フルシチョフの曾孫であるが、法的には孫である。ニーナの父のレフ・ペトロフは1970年に47歳で死去した。

## 教育
1987年にモスクワ大学でロシア語の学位を取得し、1998年にプリンストン大学で比較文学の博士号を取得した。

## キャリア
2002年からコロンビア大学国際公共政策大学院の非常勤アシスタント・プロフェッサー、2004年からニュースクール大学で国際関係担当教授を務める。
ワールド・ポリシー・インスティテュートのロシア・プロジェクトを指揮し、プロジェクト・シンジケートのロシア・コラムなど、長年寄稿している。その他、『ニューズウィーク』、『ニューヨーク・タイムズ』、『ウォール・ストリート・ジャーナル』、『フィナンシャル・タイムズ』などにも寄稿している。
プリンストン高等研究所の歴史研究大学院で2年間研究員を務めた後、ニューヨーク大学スクール・オブ・ローで"East European Constitutional Review"の副編集長を務めた。シンクタンク・外交問題評議会のメンバーである。
著書に"Imagining Nabokov: Russia Between Art and Politics"（2008年）、"The Lost Khrushchev: A Journey into the Gulag of the Russian Mind"（2014年）、共著に"In Putin's Footsteps: Searching for the Soul of an Empire Across Russia's Eleven Time Zones"（2019年）がある。
2022年3月、ロシアのウクライナ侵攻に対してウラジーミル・プーチンを批判し、「私の祖父ならばプーチンの行為を『卑劣』と感じただろう」と述べた。同年10月、ジョージ・オーウェルの小説『1984年』を引喩して、「プーチンのロシアでは、戦争は平和である。屈従は自由である。無知は力である。主権国家の領土の違法な併合は植民地主義との戦いである」と述べた。

## 著作物
- Imagining Nabokov: Russia Between Art and Politics. Yale University Press. (2008). ISBN 978-0-300-14824-4
- The Lost Khrushchev: A Journey Into the Gulag of the Russian Mind. Tate Publishing & Enterprises. 2014. ISBN 9781629945446.
- In Putin's Footsteps: Searching for the Soul of an Empire Across Russia's Eleven Time Zones. St. Martin's Press. 2019. ISBN 978-1-250-16323-3.